# Східні кантони
Східні кантони (фр. Les Cantons de l’Est (Ле-Кантон-де-л'Ест), англ. Eastern Townships (Істерн тауншипс)) — історико-культурний регіон провінції Квебек у сучасній Канаді, з початку 1990-х років майже цілком входить в адміністративний регіон Естрі, але муніципалітети Артабаска, Друммонд і частина графств Вольф і Мегантик входять в адміністративний регіон Центральний Квебек, частина графства Мегантік є частиною адміністративного регіону Шодьє-Аппалачі, а частина графств Шеффорд і Миссіскуа — частиною адміністративного регіону Монтережі.

## Історія і топоніміка регіону
Територія сучасних Східних кантонів була заселена індіанськими племенами ірокезів і алгонкінів. В ході французької колонізації Північної Америки у XVII-XVIII ст., долини річки Святого Лаврентія і її приток, зокрема річки Святого Франциска, були включені до складу французьких володінь, які отримали назву неофіційну назву Нова Франція. Незважаючи на свою приналежність французькому держава, регіон згодом став Східними кантонами, не був заселений французькими колоністами і залишалася вкритою лісами, в яких мешкали численні індіанські племена.
Британська адміністрація, змінила французьку владу в 1760-х рр. перші два десятиліття ніяк не відбилася на житті регіону — він продовжував залишатися неосвоєним і безлюдним, хоча не так далеко — в долині річки Святого Лаврентія, продовжували зберігатися вогнища франко-канадійського господарювання, що залишилися на місці колишніх синьйорій, напівфеодальних наділів, розданих французької королівської владою колоністам.
Ситуація докорінно змінилася лише після війни за незалежність США (1775—1783, після завершення якої групи британських лоялістів вирішили переселитися з США на територію сучасної Канади.
Перші групи лоялістів розселилися у Верхній Канаді (територія сучасного Онтаріо, Нью-Брансвік, а також в долині річки Св. Франциска). У 1780-х—1840-х рр. регіон розвивався як виключно англомовний: на відміну від сусідніх синьорій, що йдуть углиб по обох берегах річки Св. Лаврентія, тут запанувала британська система земельних наділів — грантів. У регіоні поширювався англіканство, а не католицтво, з'явилися перші міста (Магог (Квебек), Шербрук, Гренби) з типовою британською архітектурою.
Однак, з часом встановлення американо-канадського кордону і внутриканадійських меж, а також дещо замкнуте положення регіону, затиснутого між кордоном з США, з одного боку, і франко-канадійськими регіонами, з іншого, призвело до того, що регіон опинився в складі Нижньої Канади, де переважало франко-канадійське населення (на той момент понад 600 тис. чоловік). Таким чином, англофони Квебеку опинилися в меншості, хоча їх абсолютна і відносна величина (25 %) була значною і навіть збільшувалася аж до 1860-х рр. Англофони заснували і найбільший в регіоні англомовний університет Бішопс (Єпископський) — єдиний на території франкомовного Квебеку, за винятком двох інших — Університет Макгілла та Університет Конкордія, розташованих в Монреалі, де досі зберігається значна англомовність (охоплює до 25 % населення на острові Монреаль).
Корінний лінгвістичний перелом у Східних Кантонах стався саме в 1840—1880-х рр., коли британські промисловці залучали франко-канадійців на лісоповал, в тому числі і на постійне поселення.
Високий рівень народжуваності франко-канадійців та близькість Квебеку призвели до того, що вони незабаром чисельно взяли гору, хоча англомовна більшість, ймовірно, зберігалося в окрузі аж до кінця 1860-х, а в містах до 1880-х р. Таким чином, це єдиний регіон в Північній Америці, де французька мова поступово відтіснив англійська. Одночасно з поширенням французької мови в регіоні виникла необхідність переведення його споконвічно англійської назви — Eastern Townships (Істерн Тауншипс), фр. Cantons de l'est (Кантон де л'Ест) як раз і є калькою з цієї назви; слово кантони стало вживатися під впливом кантонів Швейцарії, де також поширена французька мова. Згодом з'явилося і розмовно-узагальнуюче Естрі, що згодом стало назвою адміністративного регіону, в який входить частина Східних кантонів.

## Населення та мовна ситуація
В даний час в окрузі абсолютно переважають франкофони (близько 92 %), чисельність англомовного населення скорочується і в даний час не перевищує 4 %, стільки ж становлять аллофони. Вплив англофонів таке ж як і раніше, однак, простежується в топоніміці, архітектурі, культурі регіону.

## Економіка
Завдяки своєму південному положенню і близькості США Східні Кантони — один з найбільш освоєних і густозаселених регіонів Квебеку. Столиця регіону — місто Шербрук, що нараховує близько 150 тис. мешканців.